# Klooster-Lidlum
Klooster-Lidlum (en frison : Kleaster-Lidlum) est un village de la commune néerlandaise de Waadhoeke, dans la province de Frise.

## Géographie
Le village est situé à 6 km au nord de Franeker.

## Histoire
Klooster-Lidlum fait partie de la commune de Barradeel avant le 1er janvier 1984 puis de celle de Franekeradeel avant le 1er janvier 2018, où celle-ci est supprimée et fusionnée avec Het Bildt, Menameradiel et une partie de Littenseradiel pour former la nouvelle commune de Waadhoeke.

## Démographie
Le 1er janvier 2018, le village comptait 35 habitants.